# Shepherd (Montana)
Shepherd es un lugar designado por el censo ubicado en el condado de Yellowstone en el estado estadounidense de Montana. En el Censo de 2010 tenía una población de 516 habitantes y una densidad poblacional de 89,58 personas por km².

## Geografía
Shepherd se encuentra ubicado en las coordenadas 45°56′49″N 108°20′47″O / 45.94694, -108.34639. Según la Oficina del Censo de los Estados Unidos, Shepherd tiene una superficie total de 5.76 km², de la cual 5.76 km² corresponden a tierra firme y (0%) 0 km² es agua.

## Demografía
Según el censo de 2010, había 516 personas residiendo en Shepherd. La densidad de población era de 89,58 hab./km². De los 516 habitantes, Shepherd estaba compuesto por el 93.6% blancos, el 0.39% eran afroamericanos, el 2.91% eran amerindios, el 0% eran asiáticos, el 0.19% eran isleños del Pacífico, el 0.19% eran de otras razas y el 2.71% pertenecían a dos o más razas. Del total de la población el 0.39% eran hispanos o latinos de cualquier raza.